# St. Michael (Neuses am Sand)

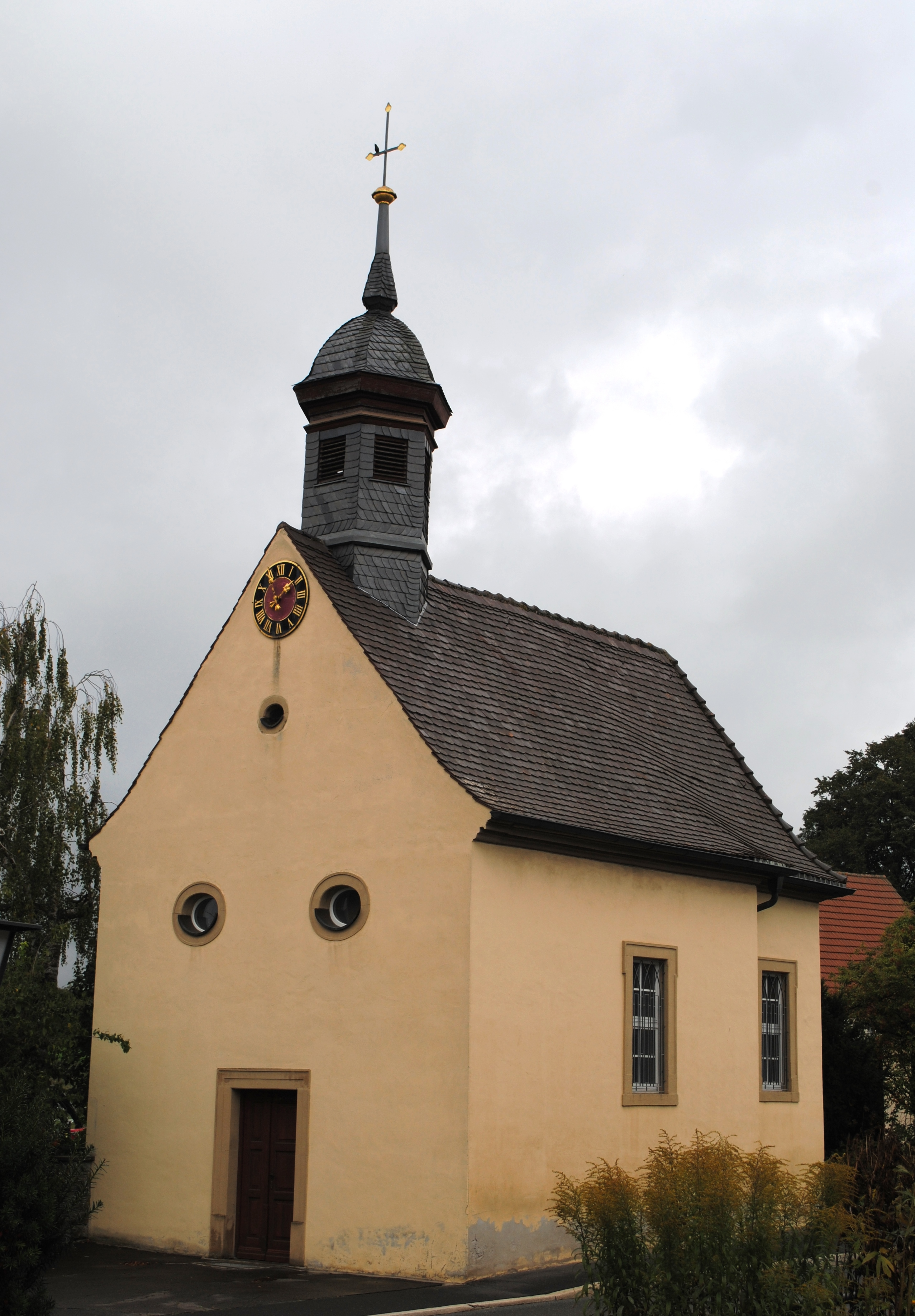
Die Kirche in Neuses am Sand

Die St. Michaelskirche im unterfränkischen Neuses am Sand ist die Filialkirche der katholischen Gemeinde. Die Kirche liegt inmitten des Ortes an der Bundesstraße 22. Heute ist sie Teil des Dekanats Kitzingen.

## Geschichte
Neuses am Sand wurde erstmals im Jahr 1230 erwähnt. Ob zu diesem Zeitpunkt eine Filialkirche im Ort bestand, wird in den Quellen nicht erwähnt. In den folgenden Jahrhunderten hatten viele unterschiedliche Adelsfamilien die Dorfherrschaft inne. Wohl unter den Herren von Fuchs wurde im 17. Jahrhundert der Vorgängerbau der heutigen Kirche errichtet. Wie das Gotteshaus ausgesehen haben mag, darüber schweigen die Quellen ebenso.
Erst im 18. Jahrhundert plante man einen Neubau der Kirche. Inzwischen hatten die Grafen von Schönborn die Herrschaft über das Dorf inne. So wurde im Jahr 1733 der heutige Kirchenbau errichtet. Erst im 19. Jahrhundert nahm man an der Kirche Erneuerungen vor. 1894 wurde der Innenraum umgestaltet, 1969 unterzog man den Turm einer Renovierung. Außen wurde das Gotteshaus 1984 erneuert. Die Kirche ist vom Bayerischen Landesamt für Denkmalpflege als Baudenkmal geführt. Untertägige Reste sind als Bodendenkmal eingeordnet.

## Architektur
Die Kirche präsentiert sich als kleiner Saalbau. Sie ist geostet und schließt mit einem polygonalen Chor ab. Das Langhaus ist einfach durchfenstert, während der Chor insgesamt drei geohrte Rechteckfenster aufweist. Die Westfassade weist das Portal auf, das ebenfalls geohrt wurde. Oberhalb des Portals wurden zwei Ochsenaugen angebracht. Eine Uhr prangt unterhalb des Satteldachs. Ebenfalls im Westen setzte man einen Dachreiter mit Kuppel auf.

## Ausstattung

### Hochaltar
Der Hochaltar wurde bereits für die Vorgängerkirche in Neuses am Sand geschaffen. Sie geht auf eine Stiftung von Anna Maria Fuchs von Dornheim zurück, deren Mann die Dorfherrschaft innehatte. Im Jahr 1684 kam der Altar in die Kirche. In späteren Jahrhunderten wurde der Aufbau des Altars dann einigen Veränderungen unterzogen. Um die Jahrhundertwende zum 20. Jahrhundert schuf Eulogius Böhler ein Altarblatt, welches den Kirchenpatron, den Erzengel Michael zeigte.
Dieses Blatt wurde zwischen 1987 und 1997 wiederum entfernt. Stattdessen wurde eine Muttergottesfigur im Zentrum des Altars aufgestellt. Sie entstammt der Zeit der Spätgotik und wurde um 1480 geschaffen. Der Altar ist zweisäulig und weist als Dekor einige Engel und Volutenakanthus auf. Die Figur der Muttergottes wird ebenfalls von zwei Engeln als Assistenzfiguren eingerahmt. Statt eines Auszuges wird der Altar vom IHS-Monogramm in einem Wolkenkranz bekrönt.

### Weitere Ausstattung
Ein weiteres wichtiges Ausstattungselement bildet die im Langhaus aufbewahrte Figur der Pietà. Sie entstammt der Zeit um 1550. Ebenso wurde ein Kruzifix der Zeit um 1760 ins Kircheninnere verbracht. Das Langhaus wird von 14 Kreuzwegstationen eines unbekannten Künstlers durchzogen. Eine Inschriftentafel oberhalb der Türe zur Sakristei nennt die Errichtungsumstände und die Stifter des Vorgängerbaus und wurde 1674 hier angebracht.
Das Langhaus wird von einer Stuckdecke überwölbt. Inmitten einer Stuckumrahmung erkennt man das IHS-Monogramm, von einem Strahlenkranz umgeben. Die Orgel wurde im Jahr 1821 geschaffen. Sie weist acht Register auf und wurde von Anton Etthöfer aus Margetshöchheim gearbeitet. Der Dachreiter der Kirche weist lediglich eine kleine Glocke auf: Sie ist der heiligen Muttergottes unterstellt und entstammt dem Jahr 1744.